# Sułtan Ibragimow
Sułtan Achmied Ibragimow (ros. Султан Ахмед Ибрагимов; ur. 8 marca 1975 w Dagestanie) – rosyjski bokser narodowości awarskiej, były zawodowy mistrz świata organizacji WBO w kategorii ciężkiej (powyżej 200 funtów), srebrny medalista olimpijski z 2000 roku z Sydney.

## Kariera amatorska
W 2000 roku zajął drugie miejsce na mistrzostwach Europy w Tampere. W tym samym roku, na igrzyskach olimpijskich w Sydney zdobył również srebrny medal, przegrywając w finale z Kubańczykiem Félixem Savónem. Rok później zajął trzecie miejsce na mistrzostwach świata w Belfaście, przegrywając w półfinale z Odlanierem Solísem.

## Kariera zawodowa
Na zawodowstwo przeszedł w 2002 roku. W marcu 2005 roku pokonał przez techniczny nokaut w trzeciej rundzie byłego mistrza świata IBF w kategorii junior ciężkiej, Alfreda Cole’a. We wrześniu tego samego roku, w pojedynku z Fridayem Ahunanyą, pierwszy raz leżał na deskach, mimo to zdołał rozstrzygnąć walkę na swoją korzyść (została przerwana z powodu rozcięcia łuku brwiowego Nigeryjczyka). Rok 2005 zakończył zwycięstwem nad Lance Whitakerem (TKO w siódmej rundzie).
W 2006 roku walczył tylko raz – z Rayem Austinem. Był to pojedynek eliminacyjny organizacji IBF. Po dwunastu rundach wyrównanej walki, w której obaj pięściarze leżeli na deskach, sędziowie orzekli remis.
Do rewanżowego pojedynku z Austinem ostatecznie nie doszło, Ibragimow dostał natomiast szansę walki o tytuł mistrza świata innej organizacji bokserskiej – WBO. Jego rywalem miał być Shannon Briggs. Ich konfrontacja była pierwotnie zaplanowana na 10 marca 2007 roku, ale z powodu zapalenia płuc Amerykanina została przełożona. Zamiast z Briggsem Rosjanin stoczył walkę z Meksykaninem Javierem Morą i znokautował go w 46. sekundzie pierwszej rundy.
Walka z Briggsem odbyła się ostatecznie 2 czerwca 2007 roku. Ibragimow po nieciekawym pojedynku pokonał Amerykanina na punkty i zdobył tytuł mistrza świata WBO.
13 października 2007 roku w Moskwie, w pierwszej obronie swojego mistrzowskiego pasa, pokonał na punkty blisko 45-letniego Evandera Holyfielda. Tytuł stracił 23 lutego 2008 roku, przegrywając na punkty w walce unifikacyjnej z mistrzem IBF, Wołodymyrem Kłyczko. Była to jego ostatnia walka w karierze.